# NGC 191
NGC 191 је спирална галаксија у сазвежђу Кит која се налази на NGC листи објеката дубоког неба.
Деклинација објекта је - 9° 0' 10" а ректасцензија 0h 38m 59,2s. Привидна величина (магнитуда) објекта NGC 191 износи 13,4 а фотографска магнитуда 14,1. NGC 191 је још познат и под ознакама MCG -2-2-77, ARP 127, PGC 2331.